# Dirty Unicorns
Dirty Unicorns ist ein auf dem Android Open-Source-Projekt basierendes Android-Custom-ROM.

## Geschichte
Im Jahr 2012 startete Alex Cruz aka Mazda das Projekt als Ein-Mann-Projekt und war somit eine der ersten Android-Custom-ROMs überhaupt.
Im Laufe der Zeit kamen mehr Entwickler hinzu und es entwickelte sich eine große Community.
Die ersten Versionen basierten auf AOKP (Android Open Kang Project), danach wechselte das Projekt die Basis zu OmniROM.
Seit Android Lollipop nutzt Dirty Unicorns AOSP als Basis.
Am 9. März 2018 veröffentlichen die Entwickler Dirty Unicorns 12 auf Basis von Android 8.1.

## Aktuell unterstützte Geräte
| Hersteller | Modelle                                         |
| ---------- | ----------------------------------------------- |
| OnePlus    | OnePlus 3/3T Oneplus 5/5T                       |
| Google     | Nexus 5, Nexus 6, Nexus 6P, Pixel 2 XL, Pixel C |
| Motorola   | Moto G5 Plus                                    |
| HP         | Touchpad                                        |

## Besonderheiten
Alle Entwickler arbeiten freiwillig, es werden keine Spenden angenommen. Das System bietet eine Reihe von selbst entwickelten Funktionen wie Fling (gestenbasierte Navigationsfunktion), SmartBar (erweiterbare Navigationsleiste) und Pulse (Musik-Equalizer, der sich in der Navigationsleiste befindet).